# José Álvarez y Cubero
Pour les articles homonymes, voir Alvarez et Cubero (homonymie).
José Álvarez y Cubero est un sculpteur espagnol né à Priego (province de Cordoue) le 23 avril 1768 et mort à Madrid le 26 novembre 1827. 

## Biographie
José Álvarez y Cubero est le fils de Domingo Alvarez, tailleur de pierre, et d'Antonia Cubero. Après des études à Cordoue, Grenade puis Madrid, il intègre dans cette ville l'Académie de San Fernando.
Le 21 juillet 1799, il est pensionné par le roi d'Espagne pour se rendre à Paris. Le 28 septembre 1799, il est mentionné comme élève de l'École des beaux-arts. À une date incertaine il intègre l'atelier de Jacques-Louis David. Dans la capitale française, l'ambassadeur d'Espagne, grand amateur d'art José Nicolas de Azara, le met en rapport avec Augustin Pajou. Comme son compatriote le peintre José Aparicio, il est logé chez ce sculpteur, rue Fromenteau, près du palais du Louvre. Il participe à la vie artistique parisienne et aux différents concours.
En 1804, il épouse Isabel Bouquel y Wanreggem. Trois enfants seront issus de cette union : le sculpteur José Álvarez Bouquel (es) (1805-1830), l'architecte Aníbal Álvarez Bouquel (es) (Rome 1810-Madrid 1870) et Carlota (1824-1843). En 1805, il se rend à Rome où il devient l'ami d'Antonio Canova. Il restera vingt ans à Rome à la fois assistant de Canova et sculpteur de la cour en exil du roi d'Espagne Charles IV. En 1825, il regagne l'Espagne en bateau, malgré un naufrage au large de Perpignan. Lors de ses deux dernières années en Espagne, il réalise plusieurs sculptures.

Œuvres de José Álvarez y Cubero
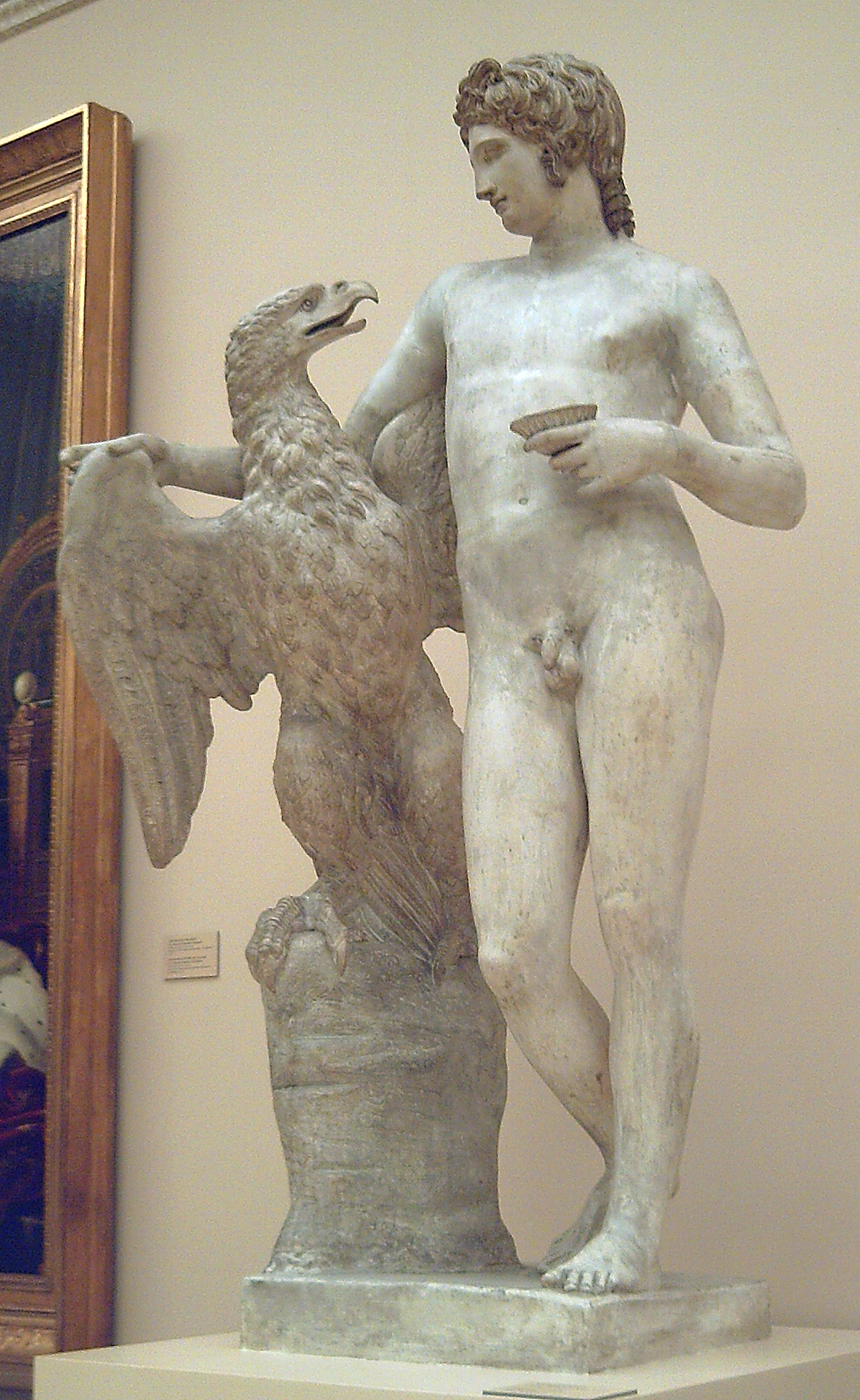
Ganymède (1804), Madrid, Real Academia de Bellas Artes de San Fernando.
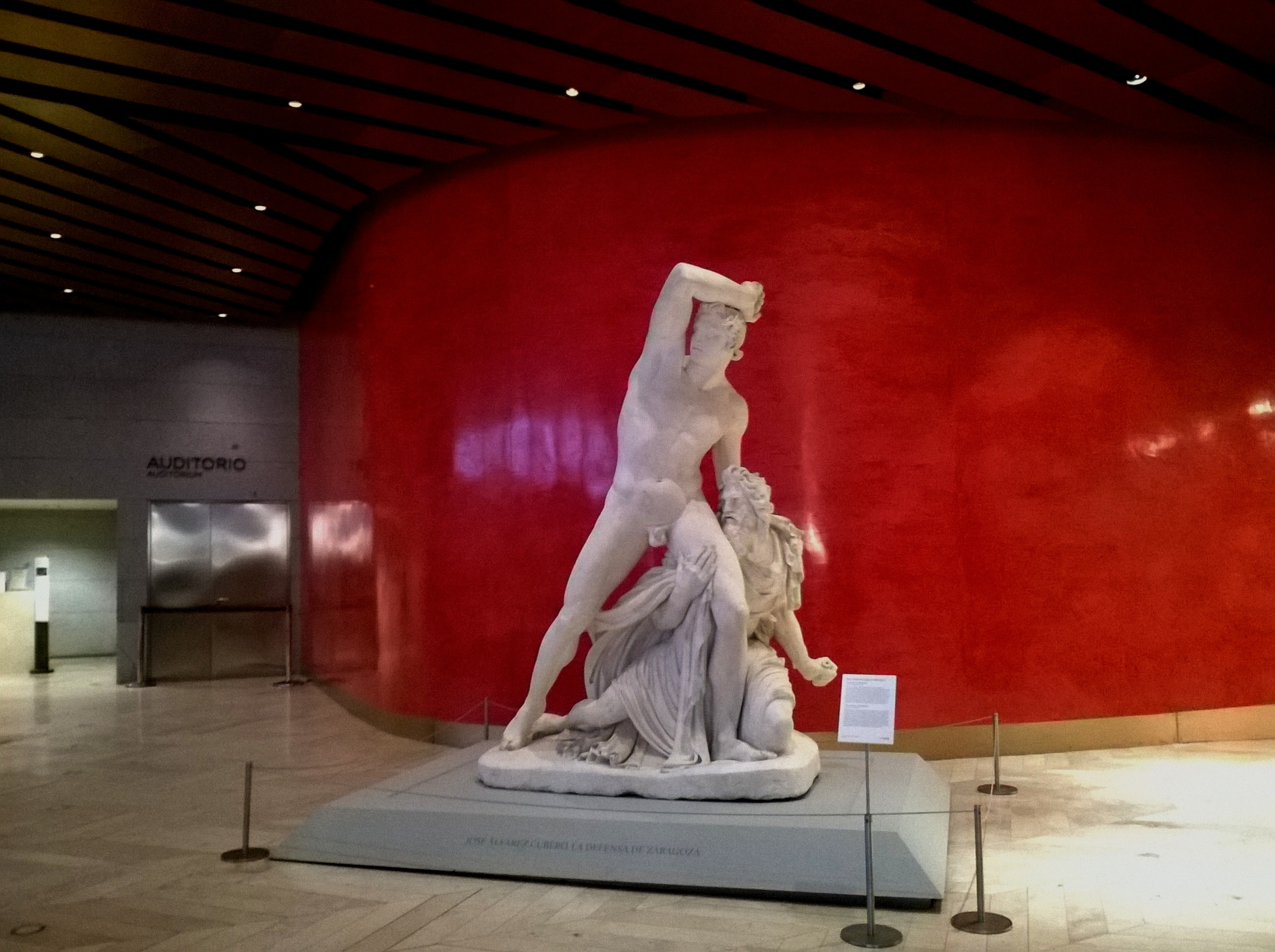
La Défense de Saragosse (1825), Madrid, musée du Prado.
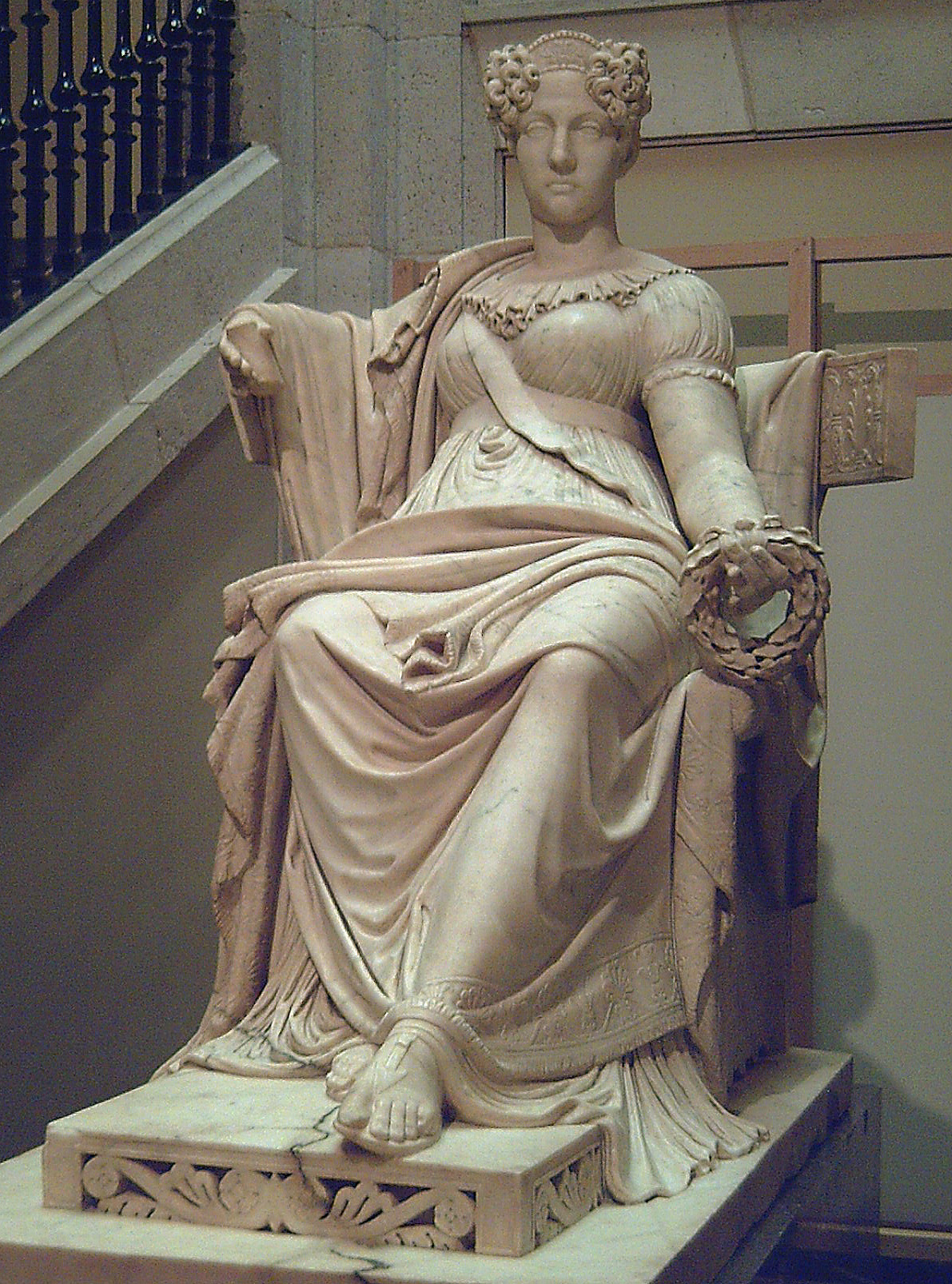
Marie-Isabelle de Bragance (vers 1826), Madrid, musée du Prado.